# Francisco Fonseca
José Francisco "Kikín" Fonseca Guzmán (ur. 2 października 1979 w León) – meksykański piłkarz występujący na pozycji napastnika.

## Kariera klubowa
Fonseca zadebiutował w drugiej lidze meksykańskiej w barwach CF La Piedad jesienią 2000 roku. Latem 2001 drużyna awansowała do najwyższej klasy rozgrywkowej. Fonseca po dwóch sezonach, w których występował w La Piedad zazwyczaj jako rezerwowy przeniósł się do pierwszoligowego Pumas UNAM, w którym stał się prawdziwą gwiazdą. Po wspaniałych występach w 2003 roku wywalczył sobie miejsce w podstawowym składzie i w 2004 wywalczył z klubem tytuł mistrza Meksyku w Torneo Clausura. W tym samym roku wygrał również Torneo Apertura, po czym został sprzedany do klubu Cruz Azul. Dla zespołu UNAM zdobył 25 bramek w 81 meczach w Primera División, zaś dla Cruz Azul w 48 meczach zdobył już 25 goli. W lecie 2006 roku za sumę 3,5 milionów euro przeniósł się do portugalskiego klubu SL Benfica, gdzie jednak nie sprawdził się i już zimą 2007 powrócił do Meksyku, gdzie został zawodnikiem Tigres UANL. W zespole tym spisywał się słabo – w 109 meczach ligowych strzelił dla niego 15 bramek i znalazł się na liście transferowej. Zimą 2010 podpisał kontrakt z Atlante FC. Jego zatrudnieniem było także zainteresowane Querétaro i kilka klubów z Major League Soccer.

## Kariera reprezentacyjna
Fonseca zadebiutował w reprezentacji Meksyku w październiku 2004 w meczu przeciwko Ekwadorowi, kiedy to dwukrotnie wpisał się na listę strzelców. W 2005 był podstawowym zawodnikiem podczas Pucharu Konfederacji w Niemczech, na którym zdobył dwie bramki, a jego zespół zajął 4. miejsce. W 2006 Ricardo Lavolpe powołał go również na Mistrzostwa Świata, jednak w podstawowym składzie miał występować faworyt trenera Guillermo Franco. Fonseca wszedł w pierwszym składzie dopiero w ostatnim meczu grupowym z Portugalią, w którym strzelił bramkę głową w pierwszej połowie.

## Osiągnięcia

### La Piedad
- Zwycięstwo
  - Primera A: Verano 2001
- Drugie miejsce
  - Primera A: Invierno 2000

### Pumas UNAM
- Zwycięstwo
  - Primera División de México: Clausura 2004, Apertura 2004
  - Campeón de Campeones: 2004

### Tigres UANL
- Zwycięstwo
  - SuperLiga: 2009